# Галліфрей
Галіфрей (англ. Gallifrey) — рідна планета Володарів Часу з фантастичного серіалу Доктор Хто. Вона ймовірно знаходиться в самому центрі Сузір'я Дому, Нижчим Расам відомого як сузір'я Кастерборус (названого на честь астролога, котрий написав «Наша доля у зорях»), у «Чумацькому Шляху з координатами 10 0 11 00 / 2 від нульового центру галактики» (Піраміди Марса, 1975), за двісті п'ятдесят мільйонів світлових років від Землі, що десять хвилин на ТАРДІС (фільм 1996 року). Під час першого десятиріччя існування серіалу рідна планета Доктора не ідентифікувалася, її ім'я не називалося. Вперше це було показано у «Воєнних іграх» (1969) і вперше планета була названа у «Воїні часу» (1973). Ніколи не пояснювалося, «коли» Галіфрей знаходиться. Так як планета в тому числі простора у розумінні подорожей у часі, цілком зрозуміло, що вона може існувати де завгодно в минулому чи майбутньому відносно нашого теперішнього. Хоча Одинадцятий Доктор у відповідь на зауваження Емі Понд про те, що він схожий на людину, відповідає: «Це ти схожа на Володаря Часу, ми були раніше».
Система планет Галіфрею складається з п'яти планет: Галіфрей, Карн, замерзлий газовий гігант Поларфей, Брехунець Кастерборусу (астероїд, англ. Kasterborous the Fibster) і ще одна невідома планета. Галіфрей і Карн — друга і третя планети у системі. Карн знаходиться на відстані декількох мільярдів миль від Галліфрею та має населення не більше декількох мільйонів. Гравітація, радіус орбіти, тип планети, тиск, температура та рівень кисню на Галіфреї такі самі, як і на Землі. У Галіфрея є місяць, Пазіті Галіфрея (англ. Pazithi Gallifreya), що обертається навколо Галіфрею за 27 діб. Він мідного кольору та видимий навіть у сонячному світлі. Існують іще кілька штучних супутників, які також можна побачити при денному світлі.
На честь Галліфрея названо макулу на Хароні.

## Природа
З космосу Галіфрей має вигляд жовто-помаранчевої планети. На ній три маленькі океани (які колись були доволі великими) та декілька морів, але вода займає менше половини планети. Вночі (можливо, і вдень) небо помаранчеве і на ньому часто з'являються фіолетові, зелені та жовті відблиски. Природа планети чимось нагадує земну. Основну частину фауни складають дрібні ссавці, схожі на коал і гризунів На Галіфреї понад 24 сезони, але вони настільки схожі, що багато хто вважає, що сезонів немає взагалі. В атмосфері відсутній аргон. Південна частина Галіфрею дика та гарна. Більшу частину планети складають розпечені пустелі (з помаранчевим піском) та гори. Є декілька лісів і золотих полів, але вони займають меншу частину поверхні. Найвищою горою Галіфрею є Кадон, з якої витікає ріка Кадонфлуд. Ця сіро-зелена гора своєю засніженою вершиною виходить за межі атмосфери. Вона розташована поруч із Капітолієм. Також поруч із Капітолієм є порт. Ріка Лет знаходиться недалеко від гори Кадон, але більшість рік висохли. У далекому минулому на Галіфреї мешкали динозавроподібні істоти — гаргантозаври. Атмосфера помаранчевого кольору. Трава червона, як згадував Майстер у серії «Кінець часу». Також на планеті ростуть дерева Кадонвуд із срібним листям, а також є мадевінія арідоза — квітка, що росла у пустелях Галіфрею. Квіти мадевінії арідози мають маленькі оксамитові червоні пелюстки з нерівними краями. Вони розцвітали після дощу. Ще крім цього є галіфрейська квітка спогаду. Вона мала шість пелюсток золотисто-жовтого кольору. У галіфрейській культурі вона була символом смерті.

## Цивілізація
Галіфрей — планета, закрита від центральних космічних шляхів на вимогу Галіфрейського космічного контролю вуличного руху, так як вони проходили крізь їхню систему.
Планета оточена непроникним силовим полем, званим трансдуктивним бар'єром (англ. transduction barrier). Це заважає всім, хто зовні (з ворожими чи будь-якими іншими намірами) наближатися до планети та дозволяє Володарям Часу підтримувати свій статус абсолютної нейтральності. Це також дозволяє їм спостерігати за діями решти Всесвіту без фактичної участі у справі. Бар'єр було пробито внаслідок саботажу під час одного випадку з сонтаранцями (Часове вторгнення, 1978). Онучка Доктора на ім'я Сюзан описувала Галіфрей як планету, що має яскраві зі срібним листям дерева та пекуче помаранчеве небо. Схоже, що мається на увазі щось поза містом, як у «Часовому вторгненні», хоча галіфрейське небо у «П'ять Докторів» (1983) подається блакитним і схожим на земне.
«Галіфрей» також є назвою столиці планети, Цитаделі, у якій знаходиться Капітолій Володарів Часу. Капітолій також відомий як Паноптикум, під яким зберігається Око Гармонії. Око Гармонії — ім'я, дане Володарями Часу артефактові, створеному з чорної дірі. Він забезпечує практично всю енергію їхній рідній планеті, Галіфрею, а також забезпечує потужність, необхідну для подорожей у часі (Три Доктори, 1973). Всі машини часу володарів — ТАРДІС — черпають свою силу з нього (Доктор 1996 року). Також у Капітолії розташована Матриця, величезна екстрапросторова комп'ютерна мережа, що працює як сховище всіх знань Володарів Часу та пам'яті мертвих Володарів (Безжалісний убивця, 1976).
Поза містом знаходиться звалище, де «зовнішні» Володарі Часу, які випали зі суспільства решти, живуть у малотехнологічних общинах. Відходи Галіфрею включають у себе і Мертву зону — площу, що використовувалася першими Володарями як гладіаторська арена, де були різні види, викрадені з відповідних часових зон один одним (крім далеків і кіберлюдей, з того міркування, що вони надто небезпечні для «використання»). У Мертвій зоні стоїть гробниця Рассилона, засновника суспільства володарів часу (П'ять Докторів).

## Історія
За легендами всесвіту серіалу галіфрейці — перша розумна раса у ньому.

### Перші появи
Око Гармонії вперше було згадане в епоху Четвертого Доктора, у серії «Безжалісний убивця» (1976), де було розкрите як джерело сили, що живить Галіфрей. Відповідно до древніх записів, Око було ядром чорної діри, яке легендарний Володар Часу Рассилон захопив і помістив між Цитаделлю Володарів (відомої як Паноптикум) на Галіфреї в умовах цілковитої збалансованості так, що допоки Око існуватиме, сила Володарів буде невичерпною. Як би там не було, Око знаходилося там так довго, що стало легендою: до того, як Четвертий Доктор і Майстер відкрили Око заново у «Безжалісному вбивці», Володарі вже забули місцеперебування Ока, деякою мірою навіть вірячи, що воно є міфом або більше не існує. Як показано у цьому епізоді, Око було пов'язане з двома іншими галіфрейськими артефактами, Поясом Рассилона та Великим ключем Рассилона. Перший був необхідний для безпечного та надійного контролю Ока Гармонії без ризику бути до нього затягнутим, а Ключ був ебонітовим стрижнем, який міг використовуватися для осушення енергії з Ока. Великий Ключ пізніше було перейменовано на Стрижень Рассилона (Часове вторгнення, 1978), щоб відрізнятися від іншого Великого ключа, компонента дематеріалізуючої рушниці. Також у «Безжалісному вбивці» Майстер намагався використовувати Око, щоб отримати нові можливості регенерації.

### Омега і Рассилон
По черзі у «Трьох Докторах» (1973), були представлені й інші фігури з історії Володарів Часу: Омега був сонячним інженером, який намагався забезпечити джерело енергії для експериментів подорожей у часі для Володарів, приборкавши силу наднової. Тем не менше, це, мабуть, убило Омегу і створило чорну діру. Що нікому не було відомо, то це те, що Омега не загинув, а просто потрапив у пастку по той бік чорної діри в антиматеріальному всесвіті. Рассилон пізніше спромігся зв'язатися з Омегою та вдало завершити експеримент.

## Ранні Галіфрейці
Древні Галіфрейці походять не від мавп. Раніше вони мали тільки одне серце, і багато смертей траплялися через те, що серце відмовляло. У них була обхідна дихальна система, яка робила їх стійкими до багатьом формам анестезії (крім хлороформу) та задушення. Вони вміли затримувати дихання на кілька годин, якщо при цьому багато не рухались. Кров, гормони та феромони древніх галіфрейців сильно відрізнялися від сучасних. Зазвичай вони не могли мати статевий зв'язок із людьми. У їхніх дітей також були молочні зуби, але дорослішали діти набагато повільніше за людських. Могли пройти сотні років, перш ніж галіфреєць ставав дорослим. Одинадцятирічний галіфреєць виглядав як восьми-дев'ятирічний землянин, а шістнадцятирічний виглядав як земний підліток. Подальше їх старіння відбувалося неймовірно повільно — сорокавосьмирічний міг виглядати як вісімнадцятирічний землянин. Галіфрейці у підлітковому віці мали потребу в такій же кількості їжі, як і земні підлітки, якщо не більше. Також молоді галіфрейці спали трохи більше, ніж більшість землян, але після того, як вони досягали Першої Зрілості та навчалися контролювати своє тіло, їм потрібно було всього одна-дві години сну на день. Вони жили близько трьохсот років. Жінки були набагато вище за чоловіків (це змінилося після створення фабрик), також у них були добре розвинені м'язи. У молодості (близько 16), коли галіфрейські телепатичні здібності ще розвивалися, вони були вразливі до сильних емоцій. Іноді це спричиняло психічний зворотний зв'язок, що посилював емоції та спричиняв біль. Усі дорослі на планеті мали постійний телепатичний зв'язок завдяки одному органу в гіпоталамусі, що вважалося найбільшим прокляттям галіфрейської цивілізації. Кожну тисячу років народжувався Індивідуал. Індивідуали могли закривати свій розум від телепатії та інших псионічних впливів. У молодості вони також могли добре керувати часом. Подорослішавши, Індивідуали часто ставали великими філософами, вченими та відкривачами. Багато хто ставали Героями. Древні галіфрейці були дуже чутливі до часу та його рухів.

## Сучасні галіфрейці
З усього населення Галіфрею тільки близько 10 % складають жінки. Прокляття Піфії зробило майже всіх галіфрейців безплідними. Деякі навіть «закохуються» та «одружуються». Поважне Центральне керівництво населенням визначає кількість родичів для кожного Дому. Створення галіфрейця є досить складним процесом. Мільйони найтонших ниток з'єднують вихідний матеріал і біодані (англ. biodata). Кілька днів витки інформації течуть цими нитками та утворюють мережу. З цієї мережі і формуються галіфрейські діти. Такі діти мають проблеми з граматикою, але можуть ходити вже відразу після появи. Вони вивчають квантову механіку в дитячій школі. Вони читають книги-брошури у чотирьох вимірах, як-от «Книга-брошура кожної галіфрейської дитини про моторошних істот з іншого виміру» та «Історія нашої планети». Їх навчають жити та правильно вести себе у суспільстві. У п'ять років діти неймовірно розумні, але шістдесятирічні галіфрейці все ще вважаються дітьми. У цьому віці вони вивчають три-біофізику. Деякі дитячі ігри можуть стосуватися міжгалактичних космічних мандрівок. Галіфреєць не вважається дорослим, поки не досягне двохсотріччя. Багато галіфрейців відвідують свої відділення в Академії Часу, навіть якщо вони не були відібрані для того, щоб стати Володарями Часу.

## Фізіологія

### Основна біологія
У галіфрейців дублюються деякі органи. У них на два ребра більше, ніж у людей. Те, що в людей тільки в одному (в двох) екземплярі, у них у двох (або навіть іноді у чотирьох). Крім двох додаткових ребер, галіфрейський скелет майже ідентичний людському. Але вони мають лише одну печінку. Внутрішня температура їхнього тіла приблизно 15—16 °C, хоча температура шкіри лише трохи нижче за людську норму. Галіфрейці вважають, що у кімнаті з температурою близько 20 градусів неймовірно жарко. Попри це, дорослі галіфрейці здатні витримувати екстремальну температуру як нижче нуля, так і вище. Вони можуть залишатися у свідомості при температурі –270 °C в космосі близько шести хвилин і витримувати двохсотградусну спеку близько трьох хвилин. У них більше одного шлунку і вони менше страждають від голоду, ніж люди. Попри це, їх метаболізм близький до людського і вони можуть їсти ту ж саму їжу. Деякі галіфрейці здатні використовувати свої шлунки для обробки людської РНК і створення галіфрейського еквівалента. Вони також здатні легко обходитися без їжі кілька тижнів і періодично сидіти, задумавшись на декілька днів, без їжі та води. Галіфрейці не п'яніють і не страждають від впливу галюциногенних речовин, якщо, звісно, не хочуть цього, тому вони можуть спокійно випити десять пінт пива. У галіфрейців немає простати. Вони можуть контролювати ріст і місцезнаходження волосся, можуть змусити волосся рости швидше чи зупинити їх ріст зовсім. Їхня шкіра має додаткові підшкірні шари, що робить її стійкою до радіації, фізичному ушкодженню, опікам і засмаги. Галіфрейці можуть створювати спеціальні бар'єри навколо носа, вух і очей, які запобігають проникненню речовин на молекулярному рівні. Це дозволяє їм залишатися у свідомості протягом шести хвилин і виживати до двадцяти хвилин у космосі без захисту. Вони можуть залишатися у свідомості під впливом сил притягання, що здатні вбити людину. Вони можуть увійти до трансу, у якому дихання, серцебиття та мозкова активність зведені до абсолютного мінімуму. Перебуваючи у цьому трансі, Володар Часу може обдумувати складні плани та думки, не відволікаючись на зовнішні подразники. Двадцять хвилин у такому стані дорівнюють восьми годинам людського сну, тому їм і потрібно всього близько години сну щодва дні. Галіфрейці рідко бачать сни, але коли це стається, їм сниться вибір наступного тіла, здатність літати, зміна статі чи вагітність.

### Генетика
У галіфрейців потрійна спіраль ДНК, так само, як і ТНК. У них 69 хромосом, розділених на 23 гомогенні тріади. Володарі Часу вразливі до деяких земних вірусів на зразок грипу, лихоманки та застуди. До того, як прокляття Піфії зникло, майже всі галіфрейці були безплідними. Кожен галіфреєць має фрагмент біоданих, який вилучається на зберігання в Координатора Матриці, і доступний винятково йому, Кастелану та членам Вищої Ради. Передача будь-кому фрагменту вважається зрадою. В Архіві зберігається декілька мільйонів фрагментів Володарів Часу, але всього близько 153846 їх розумів завантажено до Матриці. Фрагменти мають свій кольоровий код. Вони доступні винятково Вищій Раді чи Кастелану.

### Нервова система
Мозок Галіфрейців зеленого кольору та є набагато більшим за людський. У них є суперганглій, який дозволяє їм перепрограмовувати і перевпорядковувати нервові ланцюги. Крім усього іншого це дозволяє їм розділяти роботу півкуль їхнього мозку. Вони також можуть вимикати частини мозку, тем самим позбуваючись на деякий час різних відчуттів. Галіфрейці набагато чутливіші до зміни магнітних полів, ніж багато інших гуманоїдів. В основі їхнього мозку є окрема частка, що називається Автономним мозком і яка відповідає за все тіло та моторні функції. Це звільняє решту мозку для суто інтелектуальних справ, внаслідок чого галіфрейці здатні обдумувати близько 7432 думок за кілька хвилин. Через довгий період життя галіфрейцям потрібно стирати деякі спогади щокілька тисяч років. Вони зазвичай кладуть на зберігання найважливіші спогади, використовуючи телепатичні ланцюги. Галіфрейці мають пучок нервів, який проходить уздовж лівої ключиці, що дозволяє їм повністю контролювати метаболізм. Удар по цьому пучку призводить до втрати свідомості. Галіфрейця без свідомості можна привести до тями парами нагрітих вільних радикалів, антиоксидантів і таніном (чайні випаровування). Галіфрейці відмінно бачать у темряві. Вони можуть перемикати свій зір за межі звичайного візуального спектру та бачити близько 170 різних рівнів електромагнітного спектру, включно з деякими відтінками ультрафіолету. Реакції їхніх зіниць дуже відрізняються від людських і галіфрейці можуть читати на надлюдському рівні. Їхні рефлекси майже вдесятеро швидші за людські, завдяки чому деякі галіфрейці можуть написати близько 30 тисяч слів приблизно за дві години. Галіфрейські слух і нюх набагато гостріші за людські, завдяки чому деякі галіфрейці здатні визначати біохімічний склад того, що вони їдять, включно з ідентифікацією групи крові. Селера вважається сильним тонізуючим засобом на Галіфреї. Багато галіфрейців мають приголомшливі здібності до імітації голосу, тому голосові замки майже не використовуються.

### Серцево-судинна система
Перші галіфрейці з'являлися на світ з одним серцем. Коли вони вперше регенерували, у них виростало друге, яке було віддзеркаленням першого. Сучасні галіфрейці народжуються з двома серцями та відмінно їх контролюють під час регенерації. Їхні серця двокамерні. Кожне серце зазвичай б'ється зі швидкістю 60 раз на хвилину. Подвійний пульс 170 ударів на хвилину вважається більш-менш нормальним. Швидкість кожного серця може варіюватися і галіфреєць може зупинити обидва серця й імітувати смерть на кілька годин. Тиск у галіфрейців зазвичай 70/70. Їхня кров темніша за людську, вона червоно-помаранчевого кольору та має багато незвичайних кислот. Дихальний пігмент не використовує гемоглобін, але має деякі структурні характеристики людського гемоглобіну. Кров не має типу у зв'язку з її регенеративними властивостями та є постійним генетичним потоком. Через її унікальну природу, її можна без проблем переливати людині. Реципієнт (людина, якій цю кров перелили) відчуватиме великий прилив енергії, можливо через те, що галіфрейська кров переносить кисень набагато швидше за людську. Легені галіфрейців можуть поглинати всі до жодної молекули кисню. Галіфрейцям необхідна лише чверть тієї кількості кисню, яка необхідна людині для нормального функціонування, і тому вони зазвичай роблять близько чотирьох вдихів на хвилину. Вони здатні затримувати дихання на кілька хвилин або входити у транс, аби знизити потребу в кисні і таким чином затримувати дихання на кілька годин. Галіфрейці мають обхідну дихальну систему та подвійну серцево-судинну. Коли вони використовують обхідну дихальну систему, вона закриває основні дихальні шляхи та робить їх дуже стійкими до багатьом формам анестезії, ефіру, ціаніду, задушенню та писклявому голосу від гелію. Вони втрачають нюх, коли залежать від обхідної дихальної системи. Коли галіфреєць досягає тисячолітнього віку, його обхідна дихальна система стає менш надійною та є шанс, що він не зможе позбутися її впливу. Галіфрейці також більш стійкі до отруєння ртуттю.

### Псіоніка
Існує «ввічливий доторк до розуму», який дозволяє галіфрейцям впізнавати один одного, коли б вони не зустрілися. Вони страждають від психічної віддачі, їх лихоманить і починаються головні болі, коли їх телепатичні здібності зростають. Галіфрейці можуть використовувати доторк для встановлення телепатичного контакту. Кожен Володар Часу виробляє артронну енергію, за якою інший Володар Часу може визначити його вік і особистість. Енергія, якою вони володіють, зростає з кожною хвилиною, яку вони проводять, проходячи крізь вир часу. Галіфрейці можуть використовувати процес, званий захопленням душі, для того, щоб забрати спогади соратника, який гине.

### Регенерація
Тіла галіфрейців наповнено біогенними молекулами, що реплікуються (відомими як Вірус безсмертя чи Спадщина Рассилона), які неперервно працюють для того, щоб відновлювати та видаляти ушкоджені та хворі клітини. Тому ознаки старіння у Володарів Часу проявляються через декілька сотень років. Ці біогенні молекули подібні до симбіотичних ядер, вони дають галіфрейцям симбіотичну клітинну структуру, що самовідновлюється. Їхні тіла швидко позбавляються чужорідних тіл і досить швидко загоюються. Багато ушкоджень можуть бути вилікувані фактично за день зануренням до лікувального трансу. Неймовірно сильний біль може автоматично викликати лікувальний транс, у решті випадків необхідне тренування. Зламана нога загоюється близько чотирьох днів, вогнепальна рана без летального наслідку загоюється за день (кулю необхідно попередньо дістати з тіла). Легке вогнепальне поранення (якщо злегка зачепило) загоюється за кілька годин. Дірка від кулі, що проходить крізь лобову долю, зламаний ніс, щелепа, стегно та ключиця загоюються шість місяців. У трансі галіфрейці також можуть вибірково відрощувати частини тіла. Швидкість загоєння може бути збільшена, якщо галіфреєць знаходиться поруч або всередині ТАРДІС. Галіфреєць, який перебуває у трансі, може здатися мертвим більшості гуманоїдів, але інші галіфрейці дізнаються, що він живий. Температура тіла падає нижче нуля так швидко, що іноді тіло вкривається інеєм. Попри це, одне серце продовжує працювати, роблячи один удар щодесять секунд. У трансі організм галіфрейців може переробляти багато видів отрут і наркотиків. Вони можуть пережити падіння з шістдесятиметрової висоти, завдяки комбінації розслаблення тіла, клітинному розпаду та відновленню. За кілька місяців галіфреєць може відростити нове серце (що заміщує одне зі старих). Вони також можуть відростити нову кінцівку.
Якщо тіло втрачає який-небудь життєво важливий орган, лімбічна (чи ліндальна) залоза виробляє гормон ліндос, що викликає регенерацію. Деякі Володарі Часу здатні самостійно викликати свою регенерацію. Використовуючи спеціальну медитативну техніку, галіфреєць може відкласти регенерацію на декілька годин або навіть днів. Коли це стається, біогенні молекули, що постійно рухаються та реплікуються, перебудовують тіло і при цьому відбувається інтенсивне біологічне виверження артронної енергії. Використовуючи цю енергію, кожна молекула в кожній клітини перебудовується та заміщується, повністю оновлюючи та відновлюючи тіло та (в меншій степені) розум.
Третя смуга у спіралі ДНК містить інформацію про регенеративні процеси всередині галіфрейського біоплазматичного поля, що оточує їхні тіла. Під час регенерації ця інформація передається біогенним молекулам. Були такі випадки, коли два галіфрейця опинялися в однакових тілах. Взагалі регенерація — досить підбадьорливий і піднимаючий настрій процес, який чимось нагадує їзду на дуже великій швидкості. В ідеалі всі регенерації мають відбуватися у слабкому телепатичному полі. Наприкінці регенерації несвідомий галіфреєць приходить до тями завдяки електроенцефалічному шоку, що вмикається автоматично. Регенерація часто викликає провали в пам'яті. Під час регенерації копія минулої особистості розміщується в області пам'яті для подальшого переміщення до Матриці. Деякі Володарі Часу першого класу можуть виконати ретро-регенерацію і тимчасово відновити досвід і особистість однією зі своїх минулих інкарнацій. Телепатичні механізми ТАРДІС можуть допомогти у цьому.
Деякі джерела припускають, що Володарі Часу — єдині галіфрейці, здатні регенерувати, хоча інші кажуть, що регенерація доступна кожному галіфрейцеві. Галіфреєць чоловічої статі може регенерувати у жінку (імовірно, у разі скоєнні самогубства) чи собаку. Анестезія може відкласти чи завадити регенеративному процесу та викликати амнезію. До недавнього часу регенерація була доволі ризикованим процесом. Під час неї тіло галіфрейця могло змішатися з чужорідними біоданими і тоді вийшов би інший вид. Тому після регенерації галіфреєць міг виявити, що став наполовину людиною. Цю проблему було вирішено в останні кілька тисяч років. Галіфрейці з Дому Нової Крові мають дивовижний контроль над регенерацією. Деякі навіть здатні тимчасово змінювати свій генетичний склад для того, щоб ошукати генетичні сканери. Це дозволяє їм примиряти кілька різних генетичних шаблонів (і зовнішностей) під час регенерації. Цій техніці можна навчити іншого галіфрейця, але з невеликим успіхом.
Протягом перших 15 годин після регенерації галіфреєць мають достатньо залишкової клітинної енергії для того, щоб відростити нову частину тіла, наприклад руку. Ця нова частина тіла чинить так, щоб з нею не трапилося того ж, що з її попередницею. Незадовго після регенерації галіфреєць часто володіє надлюдськими силою та швидкістю. У нього також ексцентричний, вельми дивакуватий і дуже змінний настрій. Обидва ці ефекти зазвичай зникають протягом чотирьох діб.
Осліплий Володар Часу може відновити зір після регенерації, якщо нервові шляхи, що контролюють зір, не пошкоджені. Галіфреєць, який регенерує після обезголовлення, відростить нову голову. Галіфреєць, який декілька хвилин піддавався впливу космічного вакууму чи який залишився без обох сердець, регенерувати не може. Для галіфрейців, які не пройшли Першу Зрілість (підлітки) регенерувати дуже небезпечно. Тому галіфрейцям зазвичай заборонено регенерувати до досягнення 500 років. Їх навчають контролювати регенерацію в Академії. Розмови про регенерації для галіфрейців — те ж саме, що й розмови про секс для людей (не етично). На Галіфреї регенерація зазвичай планується за місяці, а то й роки до того, як відбудеться. Без медичної підтримки регенерація може обірватися на половині та залишити галіфрейця у вигляді монстра з безліччю кінцівок.
Після дванадцяти регенерацій біогенні молекули починають відмирати. Галіфрейці обмежені тринадцятьма тілами, тому що їхні розум і тіло здатні витримати напруження лише дванадцяти регенерацій. Кожне тіло може жити декілька віків і галіфрейцям необхідно регенерувати приблизно кожну тисячу років. Але останні кілька інкарнації зазвичай не настільки живучі, як ранні тіла. Можливо «поповнити» регенераційний цикл, але це можливо зробити тільки з дозволу Вищої Ради та вимагає величезної кількості артронної енергії.
Під час підготовки до першої регенерації їхні тіла стають дуже слабкими. Необхідні галіфрейські технології (як-от ТАРДІС) чи допомога, щоб гарантувати виживання під час регенерації. Метаморфічні регенератори симбіозу та Нульова кімната можуть допомогти у разі ушкоджень під час регенерації.

### Смерть
Галіфрейці помирають у кінці життя зазвичай після дванадцятої регенерації (інколи за великі заслуги галіфрейці можуть отримати ще декілька регенерацій). 750—1700 років вважається аналогом досягнення середнього віку. Вони обирають свій день смерті між сімома та дванадцятьма тисячами років. Вони зазвичай проводять свої останні роки в медитації. Усі галіфрейці можуть змусити себе жити невизначено довго. Коли вони обирають свій смертний день, багато інших галіфрейців влаштовують масштабний церемоніальний похорон (з безліччю квітів пам'яті). Усі померлі розуми повинні міститися в широкій панатропічній обчислювальній мережі (ШПОМ) (відомій як Сад спогадів) Матриці. Це робиться або у мить смерті електричним скануванням мозку, або після, у погребальних урнах. Галіфрейці також можуть використати «захоплення душі», щоб забрати «розум» вмираючого. Потрапивши до ШПОМ, вони живуть вічно. Тіла загиблих галіфрейців хороняться у склепах під їх Домами, де вони швидко розпадаються на окремі речовини, а потім на довільні молекули. За деяких обставин повний розпад на атоми може відбутися за хвилину після смерті, що було показано у серіалі в кінці епізоду «Останній володар часу», коли за власним бажанням не регенерував Майстер.

## Поточний стан
В епізоді «Кінець часу» виявляється, що Володарі Часу планували вибратися з пастки Війни Часу та зруйнувати обмеження часу, що лежало на них. Для цього у голову Майстрові було впроваджено «ритм чотирьох» (серцебиття Володаря Часу) — сигнал, за допомогою якого Рассилон знайшов дорогу крізь прогалину в реальності та зміг повернути Галіфрей до нашого часу. Однак, завдяки спільним зусиллям Доктора та Майстра, прогалина зачинилася назад, утворивши нескінченну низку парадоксів. Сигнал, який мав вивести Володарів Часу з пастки, сам опинився всередині неї. Таким чином, Галіфрей повернувся на місце.
Але в епізоді «День Доктора», присвяченому до 50-річчя серіалу, було показано, що Доктор не знищив Галіфрей, як вважалося, а врятував його, об'єднавшись з усіма своїми втіленнями та відправив до кишенькового всесвіту. Однак через неправильні часові лінії всі Доктори, крім Одинадцятого та Дванадцятого, забули про це, тому Доктор-Воїн (і Доктори після нього) вважав, що він знищив Галіфрей, і соромився того, чого насправді не скоював.
У дев'ятому сезоні нового серіалу з'ясувалося, що Галіфрей повернувся з кишенькового всесвіту, але заради власної безпеки Володарі Часу заховали свою планету на самому краю Всесвіту. Вони заманили туди Доктора, щоб дізнатися у нього про Гібрида. Він дізнався це і за допомогою воскреслої Клари втік із Галіфрею, викравши ТАРДІС, яку пізніше викрала Клара. На даний момент Галіфрей усе ще знаходиться в недоторканності на самому краю Всесвіту.

## На екрані
Мало що залишилося без уваги в історії власне планети з того, що з'являлося в оригінальних серіях (1963—1989). У серії 2005 року «Кінець світу» Дев'ятий Доктор стверджує, що його рідну планету було знищено у війні і що він — останній із Володарів Часу. Але, як би то не було, цей епізод показує, що Володарів пам'ятають у далекому майбутньому, хоча, з часом, і це знання буде втрачене. Коли Десятий Доктор прибуває до кінця всесвіту, то назва його раси не викликає ні в кого жодних асоціацій.
Згодом у серії «Далек» виявляється, що Остання Велика Війна Часу була боротьбою між Володарями та далеками, та завершилася знищенням обох рас; тільки двоє супротивників вижили: Доктор і єдиний далек, який провалився крізь час і впав на Землю. Наприкінці цього епізоду, коли далек, що вижив, самознищується, Доктор, що лишився, сподівається, що він — єдиний, що вижив у Війні Часу. Тем не менше, далеки повернулися як у заключному двосерійному епізоді 2005 року, «Злий вовк» / «Роздоріжжя», так і в заключному епізоді 2006 року, «Армія привидів» / «Судний день», тому і доля Володарів Часу може бути не такою визначеною, як вважає Доктор.
У серії «Наречена-утікачка» Доктор вперше згадує назву своєї планети з тих пір, як розпочався новий серіал, чим викликає гнів імператриці ракноссів.
У серії «Затор» Доктор отримує повідомлення від древньої істоти, що вмирає, на ім'я Обличчя Бо: «Ти не сам» (англ. You are not alone). Згодом, у серії «Утопія», він нарешті дізнається, що це повідомлення означає — його заклятий ворог Майстер, теж Володар Часу, ще живий. У серії «Останній володар часу», Майстер гине від пострілу дружини і, попри Докторові вмовляння, відмовляється регенерувати. Доктор потім кремує тіло Майстра на вогнищі. І, тим не менше, Майстер повертається з допомогою своїх соратників у різдвяному спецвипуску «Кінець часу». У кінці серії він зникає разом із Галіфреєм, що падає на Землю.
Також у Доктора з'явилася дочка, яка також є галіфрейкою, але не є Володаркою Часу (хоча і може нею стати, здійснивши подорож у часі або ж побувавши коло виру часу). В епізоді «Донька Доктора» вона помирає від пострілу, але після того, як Доктор полетів, вона відновилася, не змінивши зовнішність, і полетіла до зірок. Не уточнювалося, чи було це характерною для Володарів Часу регенерацією, чи побічною дією пристрою для тераформування.
Крім того, Рівер Сонг, чиє запліднення відбулося всередині ТАРДІС Доктора, має можливість до регенерації. Вона є Володаркою Часу — людиною, тоді, як Доктор є Володарем Часу — галіфрейцем.